# Hans di Brunico
Hans von Bruneck, o Giovanni di Brunico, o Johannes von Bruneck  (fl. XIV-XV secolo) è stato un pittore italiano attivo in Alto Adige dal 1390 fino a dopo il 1440.
Il suo nome è conservato su di un'iscrizione su affreschi che un suo allievo realizzò nel 1441 nella chiesa di San Giacomo a Termeno e nella quale si rende omaggio al maestro  .

## Stile e influenza
L'opera di Hans von Bruneck rappresenta il passaggio dal tardo gotico al rinascimento in Alto Adige. L'influenza dell'arte italiana è notevole. Con la crescente prosperità della zona di Brunico si stabilirono probabilmente nella regione altri pittori che oggi sono denominati attorno a Hans von Bruneck come "scuola di pittura della Val Pusteria"  e che, pur provenienti dalla tradizionale influenza boema  si orientarono verso un nuovo stile di origine italiana. L'importanza storica di tale mutamento di stile è enorme.
Come le opere del Maestro di San Sigismondo, i dipinti di Hans von Bruneck erano probabilmente noti a Michael Pacher, uno dei pittori più famosi della Val Pusteria, che dal 1460 circa gestì una nota bottega a Brunico .

## Opere (selezione)
Attribuzioni a Hans von Bruneck in Tirolo:
- Affreschi nel duomo di Bressanone.
- Affreschi sulla Porta delle Orsoline a Brunico.
- Affresco (Cristo giudice del mondo) nella Salvatorkirche di Hall (intorno al 1406) [5].
- Affreschi nella vecchia chiesa di Sant'Urbano a Vandoies.
- Affresco (La Madonna) nella chiesa dei Santi Pietro e Agnese a Valle di Sotto, Valdaora (intorno al 1420).
- Affreschi (Monte degli Ulivi, santi) in un porticato del chiostro dell'abbazia di Novacella presso Bressanone (intorno al 1418).
- Affreschi nella navata principale della chiesa dello Spirito Santo a Vipiteno (1402 circa) [6].
- Affreschi nella chiesa parrocchiale di San Giacomo a Teodone.

Si pensa inoltre che Hans von Bruneck abbia lavorato anche fuori dal Tirolo, nelle regioni vicine , ma senza riscontri certi.